# Ath
Ath (nld. Aat, pcd. Ât, wa. Ate) – miasto w zachodniej Belgii, w Regionie Walońskim, w prowincji Hainaut, siedziba administracyjna okręgu Ath. Położone u zbiegu rzek Dender i Petite Dendre. Obszary okalające miasto to tereny rolnicze. Corocznie, w czwartą niedzielę sierpnia, odbywa się tutaj pochód olbrzymów i smoków Ducasse d'Ath – tradycyjna procesja z użyciem ogromnych figur olbrzymów, zwierząt i smoków.

## Historia
Miasto zostało założone około 1160 roku przez hrabiego Baldwina IV z Hainaut (1120–1171), nazywanego Budowniczym, który zakupił część ziemi należącej uprzednio do Gilles’a I z Trazegnies (1134-1161) – pierwszego władcy Trazegnies. Wybudował on czworoboczną warownię oraz wieżę Burbant (ok. 1166) w celu ochrony północnej granicy swojego hrabstwa. W XIV wieku miasto przeżywało intensywny rozwój. W tym okresie, 13 maja 1394 kasztelan Ath Gérard d'Obies położył kamień węgielny pod budowę nowego kościoła pw. św. Juliana (Saint-Julien), do dzisiaj pozostającego jednym z największych zabytków miasta. Warto dodać, że kościół pod tym wezwaniem istniał już wcześniej we wsi położonej nieopodal starego Ath. W 1394 roku rozpoczęto jego przenoszenie do miasta, wówczas już otoczonego murami. Kościół, którego patronem jest św. Julian z Brioude, został oddany do użytkowania jako miejsce kultu w 1404 roku, a w 1415 nastąpiła jego konsekracja.

## Podział administracyjny
W skład gminy wchodzi 18 dzielnic (section):
- Arbre
- Bouvignies
- Ghislenghien (Gellingen)
- Gibecq
- Houtaing (Houthem)
- Irchonwelz
- Isières
- Lanquesaint
- Ligne
- Maffle
- Mainvault
- Meslin-l’Évêque
- Moulbaix
- Ormeignies
- Ostiches
- Rebaix
- Villers-Notre-Dame
- Villers-Saint-Amand

## Współpraca
Miejscowość partnerska:
- Meslin, Francja